# André Weingand
Georges André Weingand est un gymnaste artistique français né le 14 mars 1915 à Luxeuil-les-Bains et mort le 6 mars 2004 à Saint-Martin-d'Hères.

## Biographie
André Weingand est champion de France du concours général de 1945 à 1949 ainsi qu'en 1952.
Aux Jeux olympiques d'été de 1948 à Londres, il est quatrième du concours général par équipes.
Il remporte deux ans plus tard aux Championnats du monde de gymnastique artistique 1950 à Bâle la médaille de bronze en concours général par équipes.
Il participe aussi aux Jeux olympiques d'été de 1952 à Helsinki, terminant douzième du concours par équipes.